# Folkowe modlitwy
Folkowe modlitwy − album wydany w 2000 wraz z magazynem muzycznym RUaH, zawierający składankę z piosenkami religijnymi różnych polskich wykonawców.
Na krążku znalazły się utwory: Skaldów, Trebuni-Tutków, De Press, chóru Voce Angeli, Mrodo Dziweły oraz Jacka Skrzypczaka.

## Lista utworów
| 1.  | "Boże choć Cię nie pojmuję"       | 3:51  |
|     | - Jacek Skrzypczak – wykonanie    |       |
| 2.  | "Jezus Chrystus moim królem jest" | 2:52  |
|     | - Mrodo Dziweł – wykonanie        |       |
| 3.  | "Orawski Psalm"                   | 3:43  |
|     | - De Press – wykonanie            |       |
| 4.  | "Błogosławmy dzwonkami "          | 1:37  |
|     | - Skaldowie – wykonanie           |       |
| 5.  | "Tu manuszeja"                    | 3:56  |
|     | - Mrodo Dziweł – wykonanie        |       |
| 6.  | "Matka Jaworzyńska "              | 3:58  |
|     | - De Press – wykonanie            |       |
| 7.  | "Miłowanie"                       | 2:34  |
|     | - Trebunie-Tutki – wykonanie      |       |
| 8.  | "Pan narodzony"                   | 2:08  |
|     | - Skaldowie – wykonanie           |       |
| 9.  | "Niech serce bije "               | 3:37  |
|     | - Trebunie-Tutki – wykonanie      |       |
| 10. | "Matko scynśliwyk powrotów"       | 4:31  |
|     | - Voce Angeli – wykonanie         |       |
| 11. | "Aniele Boży "                    | 2:52  |
|     | - Jacek Skrzypczak – wykonanie    |       |
|     |                                   | 35:39 |
|     |                                   |       |